# 北京浏阳会馆
北京浏阳会馆，位于北京市西城区北半截胡同41号，是湖南浏阳人士在北京的会馆。

## 历史
《京师坊巷志稿》、《顺天府志》都记录浏阳会馆在库堆胡同，库堆胡同位于北半截胡同和南半截胡同中间处斜出。中华民国时期，库堆胡同并入北半截胡同，故浏阳会馆变成位于北半截胡同。
浏阳会馆建于清朝同治十一年（1872年），门匾由谭继洵书写。该年，谭继洵等人见湖南会馆不敷使用，乃购得如今北半截胡同路西的官房一所，当作湖南会馆公产，不久就改名为浏阳会馆。
同治十三年（1874年）谭继洵升为户部员外郎，率包括儿子谭嗣同在内的全家住进浏阳会馆。不久，浏阳学者欧阳中鹄来到北京，被谭继洵请到浏阳会馆教谭嗣同学业。欧阳中鹄推崇王船山，谭嗣同由此受到熏陶。光绪三年（1877年）谭继洵赴外地任职，谭嗣同随父亲离开浏阳会馆。
戊戌变法期间，谭嗣同住在浏阳会馆。光绪二十四年（1898年），光绪帝召谭嗣同等维新变法人士到北京，同年七月初五谭嗣同抵达北京，住进浏阳会馆前院的西房，自题名“莽苍苍斋”。当时，康有为、梁启超等人常在此商议维新变法之事，浏阳会馆因此是维新派活动中心之一。谭嗣同该时期的不少书信及诗文都作于此处。
谭嗣同被慈禧太后处决后，浏阳会馆一度成为悼念他的祠堂，旅居北京的湖南同乡每年在此悼念谭嗣同等乡贤。中华民国时期，会馆出租给一个姓周的人士。中华人民共和国初期，会馆移交给北京市人民政府。现在为民居。

## 建筑
浏阳会馆坐西朝东，由前后相连的三个院落组成，占地狭长。有房屋20多间。
- 前院：是主院，有房14间。西房五间，正对大门，是正房，其中正中的三间就是谭嗣同的“莽苍苍斋”。[2]光绪二十四年（1898年）谭嗣同住进西房后，自题屋名“莽苍苍斋”。莽苍苍斋南间是书房，中间是会客厅，北间是谭嗣同卧室。[1]
- 中院
- 后院
- 后门：浏阳会馆的后门设在西侧的南半截胡同。[2]

浏阳会馆内有对联：“家无儋后，气雄万夫。”还有对联：“视尔梦梦，天胡此醉；于时处处，人亦有言。”抄有挽联：“亘古不灭，片石苍茫立天地；一峦挺秀，群山奔趋若波涛。”